# Marie Linder
Marie Linder, ursprungligen Musin-Pusjkin (ryska: Мария Мусина-Пушкина), 8 december 1840 i Sankt Petersburg, Kejsardömet Ryssland, död 5 mars 1870 i Helsingfors, var en finländsk grevinna och författare. Hon var känd som egendomen Nääs värdinna och räknas som en av Finlands första kvinnliga författare. 

## Biografi
Marie Linder var dotter till greve Vladimir Musin-Pusjkin och den finlandsfödda Emelie Stjernvall, som var dotter till landshövding Carl Johan Stjernvall. 
Vid sin mors död 1845 flyttade Marie Linder till Finland och Träskända gård, där hennes moster Aurora Karamzin höll hov. Ungdomen tillbringades också till stor del i Paris. Anlag och uppfostran gjorde henne enligt Zacharias Topelius till en "fulländad verldsdam" som gjorde lysande improvisationer på scenen. Hon röjde även en idealistisk läggning och besökte dagligen de fattiga. Hennes tillgivenhet för den lutherska läran ledde till mellanhavanden med heliga synoden, vilket ledde till att hon vädjade till kejsaren om religionsfrihet för Ryssland. Samtidigt var hon excentrisk – hon drack, rökte cigarr och genomvakade nätterna.
Hon började intressera sig för författarskapet, men detta intresse fick läggas åt sidan då hon gifte sig 1859 med greve Constantin Linder (1836–1908). Paret bosatte sig 1862 på Nääs. Äktenskapsproblem och ett barns död 1865 fick Marie Linder att återta pennan som en andlig flyktväg. Under pseudonymen Stella skrev hon talrika berättelser i Theodor Sederholms tidning Veckobibliotek och under samma pseudonym utkom romanen En qvinna af vår tid, vilken publicerades 1867. Romanens huvudperson Lucy kämpade mot denna tids kvinnouppfattning. Linder skrev inte mer än en roman, då hon några år senare avled i ett krampanfall. Paret efterlämnade sonen Hjalmar Linder.
Marie Linder ligger begravd på Sandudds begravningsplats, gamla området.

### Fotnoter
1. ↑  Uppslagsverket Finland, Svenska folkskolans vänner, Uppslagsverket Finland-ID: LinderMarieUppslagsverketFinland.[källa från Wikidata]
2. ↑  Matti Klinge (red.), Kansallisbiografia, Finska litteratursällskapet och Finska historiska samfundet.[källa från Wikidata]
3. ↑  Zacharias Topelius: Finlands krönika 1860-1978. Helsingfors 2004.